# 近藤優
近藤 優（こんどう ゆう、1981年6月2日 - ）は、新潟県柏崎市出身の競泳バタフライ元日本代表選手である。

## 来歴
新潟県柏崎市に生まれる。幼稚園の頃から水泳を始め、柏崎市立柏崎小学校、柏崎市立第一中学校、中越高等学校を卒業後、2000年に順天堂大学スポーツ健康科学部に入学。
全国中学や全国高校総体などで入賞するも、それほど目立った選手ではなかった。しかし、大学進学を機に、ソウルオリンピック100ｍ背泳ぎで金メダリストを輩出した水泳の名門・セントラルスポーツの門をたたく。筋力トレーニングや高地トレーニングなど様々なトレーニングをおこない、メキメキと頭角をあらわした。結果、2002年の日本選手権水泳競技大会200mバタフライで3位に入り、横浜で行われたパンパシフィック水泳選手権の日本代表選手となった。身長は162cmと小柄だが、身長のハンデを物ともせず、世界で戦った男子競泳選手である。

## 主な成績
- 2002年6月16日、第78回日本選手権水泳競技大会200mバタフライで3位[4]。
- 2002年6月16日、第9回パンパシフィック水泳選手権日本代表決定[5]。
- 2002年8月26日、第9回パンパシフィック水泳選手権200mバタフライで8位[4]。
- 2002年9月6日、第78回日本学生選手権水泳競技大会200mバタフライで優勝[4]。
- 2003年4月27日、第79回日本選手権水泳競技大会200mバタフライで7位[6]。
- 2004年3月16日、順天堂大学スポーツ賞（優秀選手賞）を受賞。[7]。
- 2004年4月23日、第80回日本選手権水泳競技大会兼アテネオリンピック代表選手選考会200mバタフライで5位[8]。